# ينغجة ملا محمد رضا
ينغجة ملا محمد رضا هي قرية في مقاطعة نمين، إيران. يقدر عدد سكانها بـ 368 نسمة بحسب إحصاء 2016.